# 马克斯巴斯 (北达科他州)
马克斯巴斯（英語：Maxbass），是美国北达科他州下属的一座城市。根据2010年美国人口普查，该市有人口84人。